# Ирак
Ира́к (араб. العِرَاق‎; курд. عێراق), официальное название — Респу́блика Ира́к (араб. جُمْهُورِيَّة العِرَاق‎; курд. کۆماری عێراق) — государство на Ближнем Востоке. Население, по оценочным данным на 2025 год составляет около 47 миллионов человек. Территория — 435 052 км². Занимает тридцать пятое место в мире по численности населения и пятьдесят восьмое по территории.
Столица — Багдад. Официальные языки — арабский и курдский. Федеративное государство, парламентская республика.
В национальном составе Ирака преобладают арабы (68—70 %) и курды (25—27 %). Нацменьшинствами (5—10 %) являются туркоманы (согласно БРЭ азербайджанцы составляют 5,3 % населения страны), ассирийцы, персы, армяне и черкесы.
Подразделяется на 19 мухафаз, а также Регион Курдистан в составе, контролируемый Региональным правительством Курдистана и являющийся де-факто независимым государством .
Расположен в Месопотамской низменности, в долине рек Тигр и Евфрат. Омывается водами Персидского залива на юго-востоке (береговая линия 58 км). Имеет сухопутную границу на юго-востоке с Кувейтом, на юге с Саудовской Аравией, на западе с Иорданией и Сирией, на севере с Турцией и на востоке с Ираном.
Отличается значительным этнокультурным разнообразием. Около 95 % населения исповедует ислам, остальные принадлежат в основном к ассирийской церкви Востока.
Аграрная страна. Объём ВВП по паритету покупательной способности за 2014 год составил 522,7 миллиардов долларов США. Денежная единица — иракский динар.
Независимость страны от Великобритании была провозглашена в 1932 году. В результате вторжения коалиционных сил в марте 2003 года был положен конец правлению Саддама Хусейна, и страна вступила в период гражданских войн.

## Этимология
Название появилось в VII—VIII веках после арабского завоевания территории по берегам Тигра и Евфрата, заселённой ещё в глубокой древности. Арабское слово العِرَاق эль-ыра́к означает «один из двух берегов, край, область на одном из берегов, кайма».
Впрочем, применялся данный топоним исключительно к южной части современного Ирака. Северная часть, населённая преимущественно курдами, была включена в состав мандата Месопотамии только в 1923 году после подавления англичанами курдского национального движения.

## История

### Доисторическая эпоха
В среднем палеолите (50—70 тыс. л. н.) в пещере Шанидар жили неандертальцы.
В доисторический период через территорию Ирака проходили древнейшие миграции кроманьонцев в сторону Индостана и Восточной Азии. Позднее, около 36 тыс. лет назад, на территории современных Ирака и Ирана появляется барадостская культура верхнего палеолита. Около 18 тыс. лет назад её сменяет зарзийская культура, а в эпоху мезолита, около 9 тыс. лет до н. э., на северо-востоке Ирака появляется шанидар-карим-шахирская культура.
Докерамический неолит в Ираке наступает около 8 тыс. лет до н. э. (джармская культура).
Около 6 тыс. лет до н. э. в центральном Ираке появляется неолитическая культура Хассуна. Почти одновременно с ней существует весьма сходная самаррская культура, которая в конце 5 тыс. до н. э. переходит в убейдскую культуру, распространившуюся далеко за пределы Ирака, на территорию юга Анатолии. Убейдская культура враждовала с халафской культурой (север современной Сирии) и в конце концов поглотила её.

### Древний период
Плодородная область Месопотамии, в долине Тигра и Евфрата, стала одним из первых мест зарождения человеческой цивилизации. Вначале здесь появились шумерские города-государства (Ур, Урук, Вавилон и др.), затем сюда мигрировали семитские племена, вождь одного из которых Саргон Древний создаёт Аккадскую империю. Постепенно центром древней Месопотамии стал Вавилон. В I тыс. до н. э. на территории Месопотамии возникла Ассирия с центром в Ниневии. Господствующим языком в то время являлся арамейский. После гибели Ассирии гегемония перешла к халдеям. Персидский царь Кир II Великий завоёвывает Вавилон и включает Месопотамию в состав своей державы, конец которой кладёт завоевательный поход Александра Македонского. Затем власть над этими землями переходит эллинистическому государству Селевкидов. Во II в. до н. э. Месопотамия была захвачена парфянами, а затем в 117 г. римлянами Траяна, в результате чего на один год появилась римская провинция Месопотамия. В III веке парфян из Месопотамии вытесняют Сасаниды.

### Персидский период
В 539 г. до н. э. Кир II Великий разгромил халдеев и включил Месопотамию в состав персидского государства Ахеменидов. Правление Ахеменидов продолжалось до распада монархии в результате завоеваний Александра Македонского в период между 334 и 327 годом до н. э. После смерти Александра Македонского Месопотамия вошла в состав государства Селевкидов.
Около 170—138/137 до н. э. Месопотамия вошла в состав Парфянского царства. На небольшой части территории Месопотамии существовала Харакена — древнее царство на берегу Персидского залива, одно из первых арабских государств (до III века н. э.). В 115 г. н. э. Месопотамия была завоёвана Траяном и стала провинцией Римской империи.
В 227 г. н. э. Месопотамия была захвачена новой персидской династией Сасанидов, и стала одним из 4 военных округов их империи под названием Хварваран. В III веке юго-западные пределы Ирака заселяют арабы-лахмиды.

### Арабский халифат
Арабы начинают проникать на территорию Ирака ещё в период поздней Античности (Лахмиды). В 636 году Халиф Умар окончательно завоёвывает Месопотамию, принеся сюда ислам. Первыми арабскими центрами Ирака стали города Эль-Куфа и Басра. При Халифе Али Ирак становится ареной гражданской войны (Первая фитна), а Эль-Куфа становится резиденцией халифа. С именем халифа Али связано появление шиитов, которые ныне составляют религиозное большинство Ирака. В 762 году халиф Ал-Мансур строит Багдад и делает его столицей Арабского Халифата (Аббасиды). Наибольшего расцвета багдадский халифат достиг при Харун ар-Рашиде, чей образ был идеализирован в сказке «1001 ночь». В 945 году власть в Ираке переходит к иранским Буидам, конец которой кладёт сельджук Тогрул-бек. Падение Халифата приходит вместе с вторжением монголов в 1258 году, когда Багдад был разрушен, а халиф убит.

### Монгольское завоевание
В 1258 году территория нынешнего Ирака была захвачена монголами во главе с Хулагу-ханом. Монголы захватили и разграбили Багдад и опустошили Месопотамию. Монгольская династия Хулагуидов правила в регионе до середины XIV века. Её сменила династия Джалаиридов (1339—1410).

### Тюркский период
После монгольского нашествия Ирак входит в государство Хулагуидов, в котором постепенно усиливается тюркский элемент. В 1340 году Ираком начинают править Джалаириды, конец которым кладёт в 1393 году поход Тамерлана. Затем власть здесь делят различные тюркские группировки Кара-Коюнлу, Ак-Коюнлу и Сефевиды (кызылбаши). В 1534 году территория Месопотамии была завоёвана турками-османами и находилась в составе Османской империи. В 1914 году британские войска вторглись на юг Ирака. К 1918 году они взяли под контроль почти весь Ирак.

### Королевство Ирак
В 1921 году на оккупированной британцами территории было провозглашено контролируемое Великобританией Королевство Ирак (эль-Мамла́кет эль-Иракы́я, буквально «Иракское Владение»). Мандат Лиги Наций на территорию Месопотамии, выданный Великобритании, действовал до 1932 года.
В 1932 году была провозглашена формальная независимость королевства Ирака, но реальная власть во многом осталась у Великобритании: нефтяные месторождения находились в концессии консорциума Turkish Petroleum.
В 1948 году британское правительство предложило Ираку заключить с ним Портсмутский договор, дававший право Великобритании оккупировать страну в случае военной угрозы. Государь Ирака согласился на подобные условия, и договор был подписан. За время существования королевства оно дважды вступало в созданные при содействии и влиянии Великобритании ближневосточные региональные военно-политические пакты: в 1937 году — в Ближневосточную Антанту, которая формально существовала до 1948 года, а в 1955 году — в Багдадский пакт.
В 1958 году была образована единая Арабская Федерация с Королевством Иорданией.

### Иракские революции
14 июля 1958 года в результате заговора офицеров и революции были убиты король, регент и премьер-министр страны, монархия уничтожена, Ирак провозглашён республикой. Командир бригады иракской армии Абдель Керим Касем стал главой нового режима. Арабская Федерация распадается. В 1959 году Ирак выходит из Багдадского пакта, и в 1961 году британские военные базы выведены с территории страны. Правление генерала Касема перерастает в диктатуру и в политическом отношении сближается с иракской компартией.
- 11 сентября 1961 года начинается новое восстание курдов под руководством Мустафы Барзани.
- 1962 год. Повстанцы Барзани устанавливают контроль над всей горной частью Иракского Курдистана. Возникает так называемый Свободный Курдистан, просуществовавший до марта 1975 года.
- 8 февраля 1963 года в результате переворота к власти приходит Партия арабского социалистического возрождения (Ба́ас). Прежний премьер Абдель Керим Касем был казнён, были развёрнуты массовые репрессии против коммунистов. Саддам Хусейн вернулся из эмиграции из Каира и осудил тогдашнее руководство Бааса за эти репрессии.
- 18 ноября 1963 года — власть перешла к военной хунте во главе с Абдель Саламом Арефом. Ряд лидеров Бааса казнены, Саддам Хусейн арестован, и в тюрьме его пытали.
- 17 июля 1968 года — партия Баас вновь взяла власть. Страну возглавил генерал Ахмед Хасан аль-Бакр, который являлся кузеном Саддама Хусейна. Баас вступает в союз с Компартией Ирака.
- 11 марта 1970 года был заключён курдско-правительственный договор об образовании автономного Иракского Курдистана, границы которого должны были быть определены в четырёхлетний срок на основании переписи населения (фактически так и не проведённой).
- 9 апреля 1972 года заключён договор между Ираком и СССР о дружбе и сотрудничестве.
- В марте 1974 года без согласования с курдами публикуется правительственный вариант закона об их автономии. В ответ курды во главе с сыном прежнего лидера Масудом Барзани и при поддержке шахиншаха Ирана начинают новое восстание.
- 5 марта 1975 года в городе Алжире Саддам Хусейн и шахиншах Ирана заключают договор, удовлетворяющий претензии шахиншаха в отношении пограничного режима реки Шатт-эль-Араб. После этого шах прекращает поддержку Барзани. Восстание курдов терпит крах, так называемый Свободный Курдистан ликвидирован.
- В январе 1977 года начались репрессии против Компартии Ирака — младшего партнёра партии Бааса в Народном фронте.
- 16 июля 1979 года — отставка президента эль-Бакра; 1979—2003 — президент Ирака — Саддам Хусейн.
- В 1979 году иракская Компартия переходит на нелегальное положение и начинает партизанскую войну в горах иракского Курдистана, в которой постепенно начинают участвовать и курдские националисты.
- 1980—1988 — Ирано-иракская война, начатая Ираком после свержения революционерами персидского шахиншаха и в условиях ослабления иранской армии.
- 7 июня 1981 года 14 израильских истребителей-бомбардировщиков (Израиль был союзником иранского шахиншаха) уничтожают два иракских атомных реактора (Операция «Опера»), действующий и строящийся, а также соответствующие исследовательские лаборатории. Реакторы были созданы при помощи Франции.
- 1987—1989 — иракская армия проводит против партизанских отрядов курдов и иракских коммунистов на севере страны военную кампанию «Анфаль», включавшую широкое применение химического оружия. По разным оценкам, в ходе операции было уничтожено от 100 до 180 тыс. мирных жителей[19][20] 16 марта 1988 года 5 тыс. курдов города Халабджа погибло от газовой атаки. Курды и иранцы обвинили в этом нападении Саддама Хусейна. По иракской версии[21], поддержанной Госдепартаментом США[22], удар по гражданскому населению был нанесён Ираном в ходе наступления (хотя на деле атака была произведена уже после того, как Халабджа была занята соединёнными силами иранцев и курдских повстанцев[20]). Однако расследование международных правозащитных организаций (прежде всего «Хьюман Райтс Вотч» 1991 года[23]) подтвердило вину Саддама Хусейна. В январе 2010 г. иракским судом был признан виновным в организации газовой атаки и приговорён к смерти двоюродный брат Саддама Али Хасан аль-Маджид; сама газовая атака была признана судом актом геноцида[24][25]. Атака велась с использованием зарина, табуна и VX[26], причём известно, что Ирак производил зарин и табун в ходе войны[27]. По другим источникам, был применён только хлористый циан[28], отсутствовавший у Ирака[29], но находившегося на вооружении Ирана[28]. Атака была произведена с применением самолётов МиГ и «Мираж»[30], имевшихся у ВВС Ирака и отсутствовавших у ВВС Ирана.
- 2 августа 1990 — иракская армия вторгается в Кувейт. Страна оккупирована и аннексирована Ираком в связи с превышением ею квот ОПЕК на добычу нефти.

### Противостояние с НАТО и ООН
- 17 января — 28 февраля 1991 года — война в Персидском заливе; после пяти недель воздушных бомбардировок и четырёх дней наземной войны Кувейт освобождён силами международной коалиции во главе с США.
- Март 1991 года — восстание курдов на севере и менее масштабные волнения шиитов на юге Ирака (Басра) жестоко подавлены иракской армией с многотысячными жертвами. Это привело к гуманитарной катастрофе — более 1 млн беженцев (в основном курдов) прибыли в Турцию и Иран[31]. Для оказания гуманитарной помощи в северные районы Ирака введены войска НАТО и Австралии (операция «Provide Comfort»).
- Лето-осень 1991 — операция сил НАТО «Восстановление комфорта», в результате которого иракские войска, а за ними и власти выведены из трёх провинций Курдистана (Эрбиль, Сулеймания, Дохук). В этих провинциях устанавливается курдская власть и фактически возникает полунезависимое образование, вновь получившее название «Свободный Курдистан». Иракская компартия получила возможность легально действовать в этом регионе.
- 1994—1998 — гражданская война в Иракском Курдистане между Демократической партией Курдистана и Патриотическим Союзом Курдистана. В 1995 году в войну вмешивается Иран на стороне ПСК и Саддам Хусейн — на стороне ДПК. Образуются две отдельные администрации: Эрбильская (правительство ДПК, провинции Эрбиль и Дохук) и Сулейманийская (ПСК). В конце концов, американцы примиряют обе противоборствующие партии (Вашингтонский договор 1998 года).
- 1998 год — операция «Лиса пустыни» (американские авианалёты на Багдад в рамках примирения курдских партий).
- 2001 год — после событий в Нью-Йорке 11 сентября 2001 года президент США Джордж Буш (младший) без представления доказательств обвинил Ирак в числе других «стран-изгоев» в поддержке международного терроризма и попытках разработки оружия массового уничтожения[32].

### Иракская война

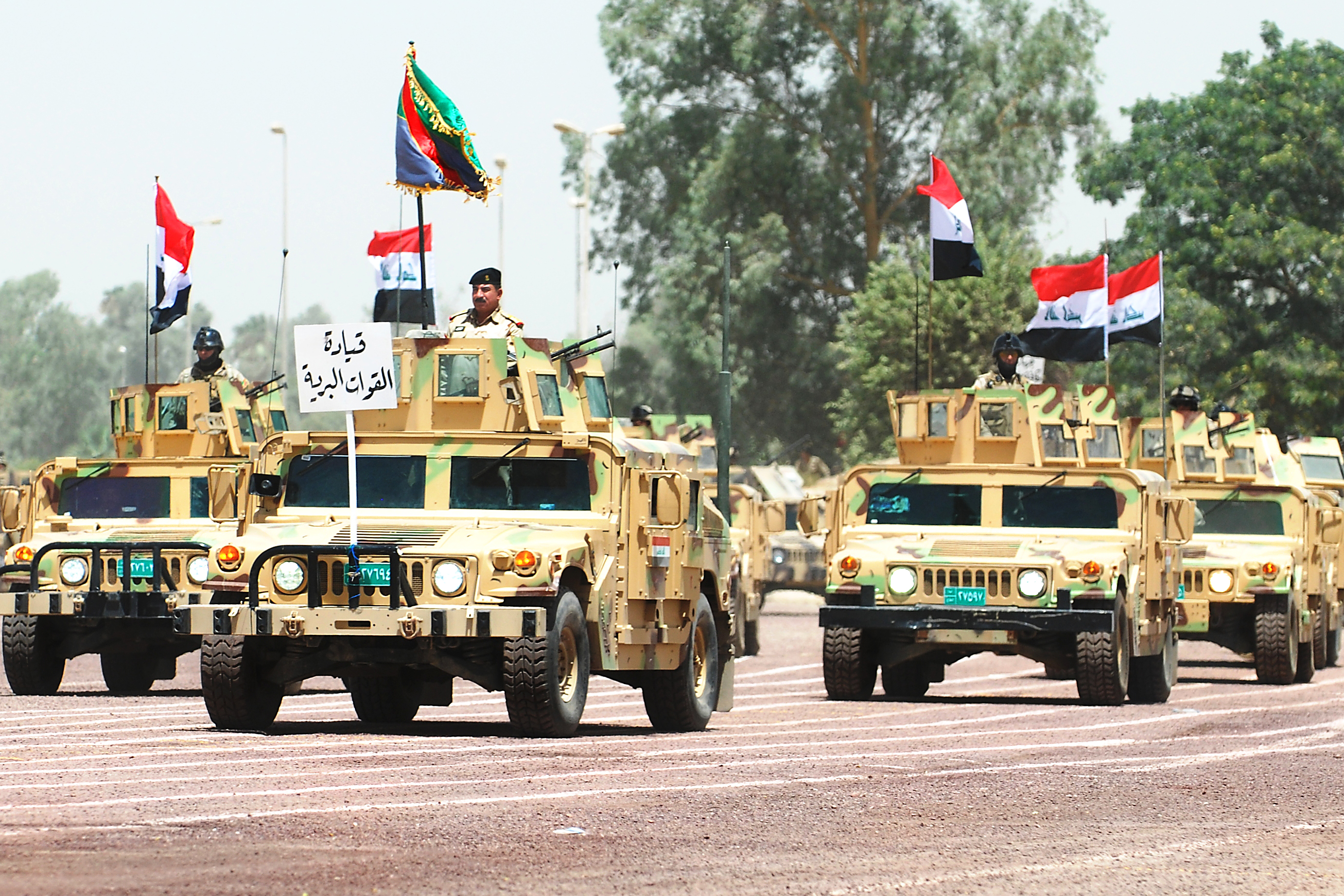
Парад иракских сил безопасности перед представителями иракского военного и гражданского руководства в Багдаде, 30 июня 2009 года

- 20 марта — 1 мая 2003 — вторжение войск международной коалиции (основные участники — США и Великобритания) в Ирак без мандата Совета безопасности ООН с целью свержения Саддама Хусейна, а также для уничтожения оружия массового поражения, которое впоследствии так и не было обнаружено. 1 мая Джордж Буш на борту авианосца «Abraham Lincoln» провозглашает: «Тиран пал, Ирак свободен!» — и объявляет войну выигранной. Во главе временной администрации Ирака становится американец Джей Гарнер, затем Пол Бремер.
- 2003 год — выходят из подполья экстремистские группировки шиитского толка и Компартия Ирака. Партия Баас уходит в подполье и организует партизанскую войну.
- 22 июля 2003 года, в пригороде Мосула, американцы убили двух сыновей Саддама Хусейна и его 14-летнего внука: вначале в перестрелке, а затем разбомбив с воздуха дом, где они скрывались.
- С лета 2003 года началась партизанская война, достигшая своего максимума к лету 2007 года.
- 2004 год — восстание Армии Махди.
- 30 декабря 2006 года казнён через повешение бывший президент Ирака Саддам Хусейн.
- К концу 2008 года атаки на международные силы и иракскую полицию почти прекратились. Продолжались террористические акты, в результате которых страдало мирное население. Часть повстанцев легализовалась и получала жалованье в качестве членов так называемого «суннитского ополчения».

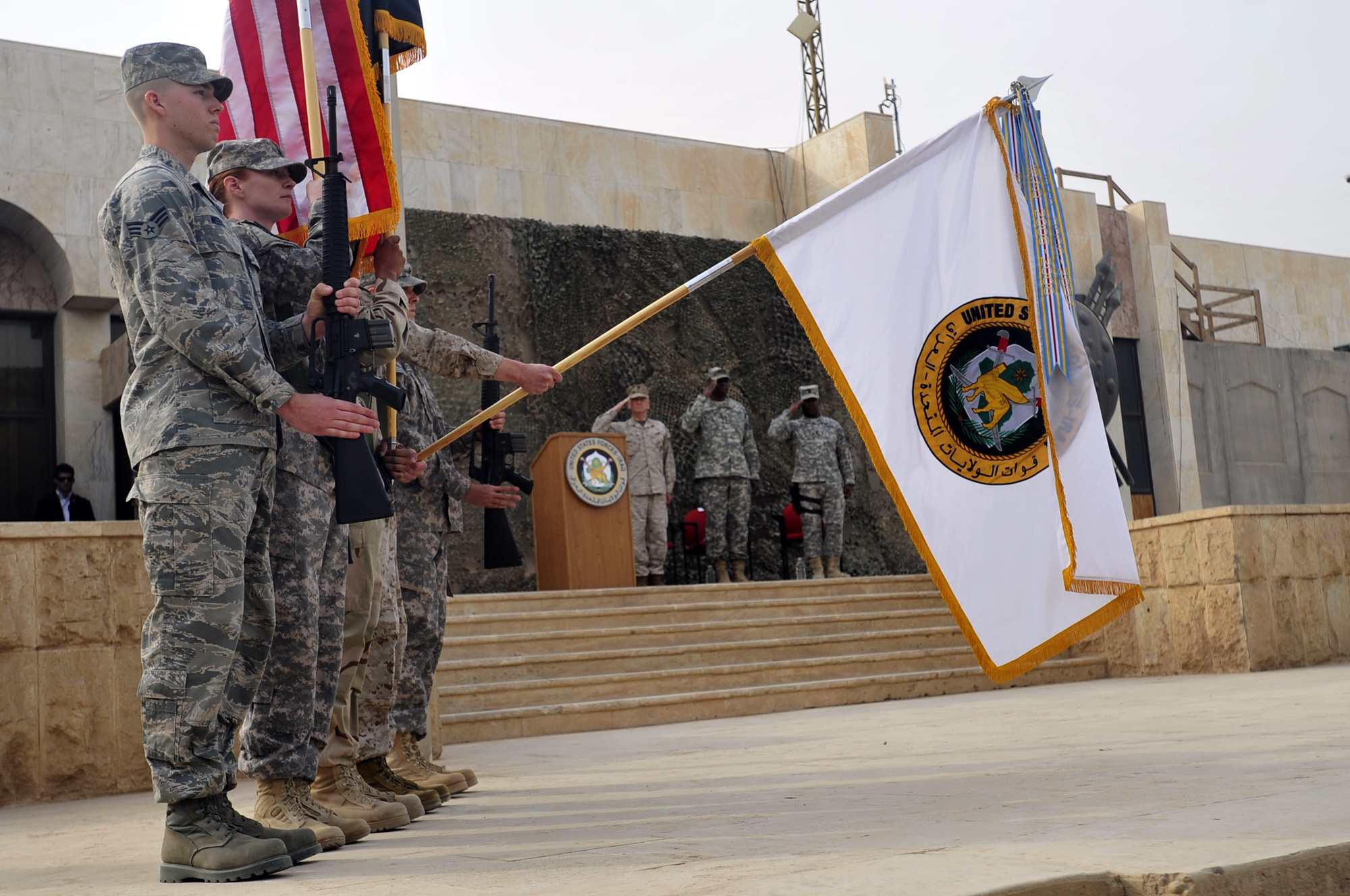
Церемония завершения миссии вооружённых сил США в Ираке 15 декабря 2011 года

- 7 марта 2010 года состоялись выборы в парламент, но в результате закулисной борьбы вокруг результатов выборов, парламент не собирался, а правительство не было сформировано. Лишь 10 ноября удалось добиться хрупкой договорённости относительно распределения власти в стране между партиями и группировками.
- 15 декабря 2011 года в международном аэропорту Багдада прошла церемония завершения миссии вооружённых сил США в Ираке (англ. United States Forces – Iraq). После выступления министра обороны США Леона Панетты был спущен и свёрнут двуязычный флаг вооружённых сил США в Ираке[33], что символически завершило военную кампанию в Ираке, которая длилась почти 9 лет.

### Гражданская война
В результате экспансии террористической организации «Исламское государство» в Ираке началась гражданская война. На 5 июня 2016 года правительственные войска освободили большую часть территории государства.
В ходе конфликта вооружённые силы Иракского Курдистана освободили от боевиков ИГ и на время заняли несколько населённых пунктов Синджара, в том числе нефтеносный Киркук.
9 декабря 2017 года Ирак объявил об окончании войны с «Исламским государством».

## Физико-географическая характеристика

### Географическое положение

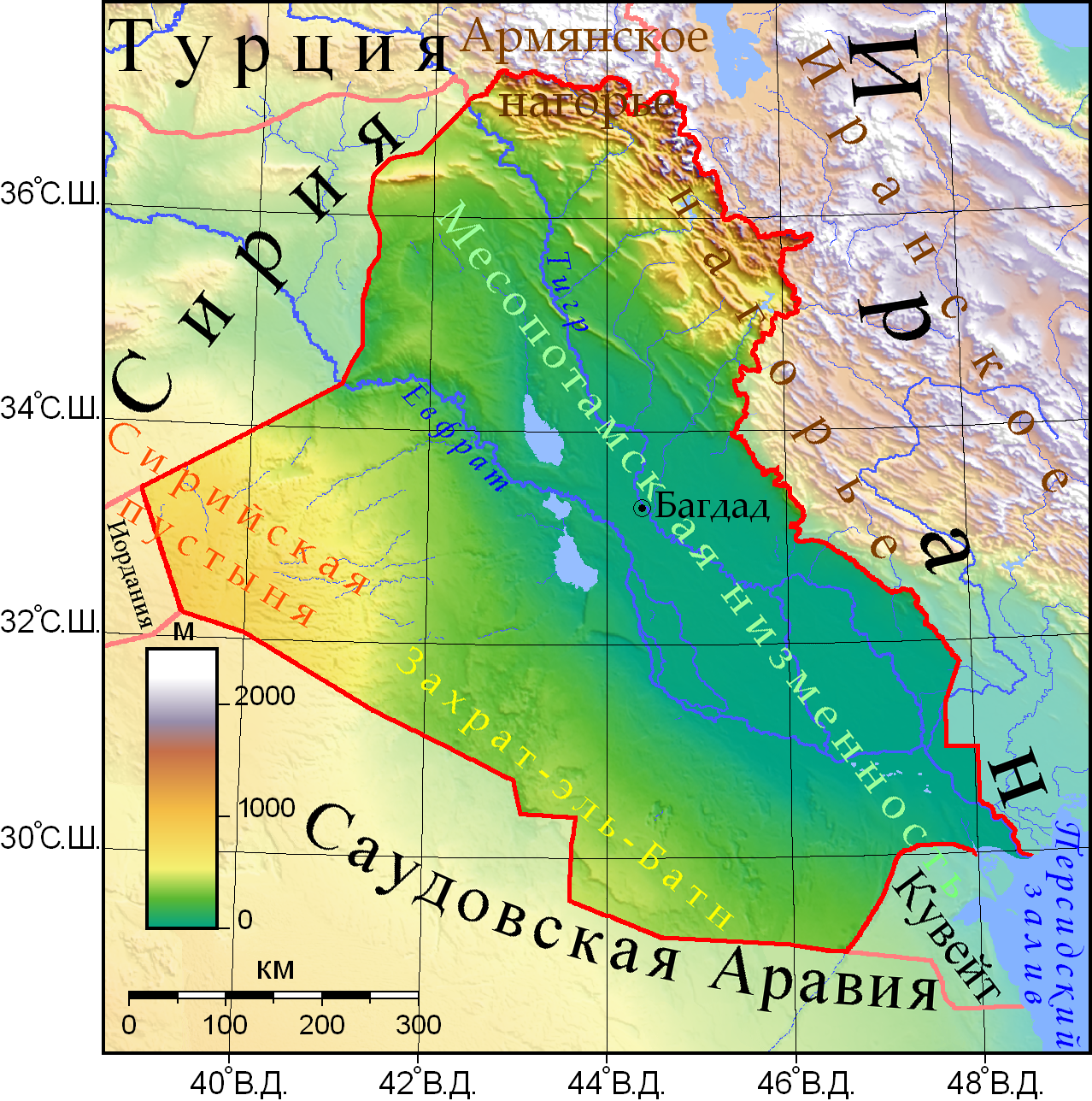
Физическая карта Ирака

Территория Ирака составляет 435 052 км² (58-е место по площади среди стран мира). Расположена на севере Аравийского полуострова и омывается водами Персидского залива. Бо́льшая часть Ирака расположена в пределах Месопотамской низменности, являющейся передовым прогибом, разделяющим докембрийскую Аравийскую платформу и молодые нагорья Альпийско-Гималайского подвижного пояса.

### Рельеф
Северная часть Месопотамской низменности представляет собой денудационно-аккумулятивную равнину высотой 200—500 м, осложнённую отдельными останцовыми массивами высотой до 1460 м (горы Синджар), южная часть Месопотамии — заболоченная аллювиальная низменность высотой не более 100 м. Окраина Аравийской платформы, заходящая в Ирак с юго-запада, расположена в пределах Сирийско-Аравийского пластового плато высотой до 900 м, занятого Сирийской пустыней и пустыней Эль-Хиджара. На севере Ирака протягиваются невысокие хребты Армянского нагорья, переходящие на северо-востоке страны в средневысотные хребты Иранского нагорья с высшей точкой Ирака — горой Хаджи-Ибрахим (3587 м). Эти горные районы характеризуются повышенной сейсмичностью.

### Внутренние воды
Главными водными артериями страны являются Тигр и Евфрат, пересекающие Месопотамскую низменность с северо-запада на юго-восток и сливающиеся в низовьях в Шатт-эль-Араб, впадающую в Персидский залив. Воды Евфрата, не имеющего в Ираке значительных притоков, расходуются на орошение. Тигр с притоками Большой Заб, Малый Заб и Дияла располагает гидроэлектростанциями. Регулярное судоходство возможно в основном по реке Шатт-эль-Араб. Весной на реках случаются наводнения, для борьбы с которыми созданы наливные водохранилища, позволяющие использовать накопленную воду в сухой сезон. Понижения Месопотамской низменности изобилуют озёрами: Эль-Мильх, Эль-Хаммар, Эс-Саадия, Эль-Хаббания. В пустынях во время дождей протекают временные водотоки (вади).
Используемые со времён цивилизации Древней Месопотамии плодородные аллювиальные почвы долины Тигра и Евфрата в результате многовековой нерациональной практики орошаемого земледелия во многих местах превратились в солончаки, такыры, песчаные пустыни. Но и сейчас здесь преобладают орошаемые земли. Бо́льшую часть остальной территории Ирака занимают пустынные злаково-полынные степи, полупустыни и тропические пустыни (на юге). Леса, занимающие 2 % площади страны, произрастают в горах (дубы, фисташки, можжевельник, сменяющиеся к подножьям маквисом и колючими кустарниками) и по долинам крупных рек (тамариск, ивы, туранга евфратская). Верхние склоны самых высоких хребтов заняты альпийскими лугами. На юге Ирака возделывают финиковые пальмы.

### Полезные ископаемые
Основными полезными ископаемыми Ирака являются нефть и газ, месторождения которых протягиваются с северо-запада на юго-восток страны вдоль Месопотамского передового прогиба и относятся к нефтегазоносному бассейну Персидского залива. В Сирийской пустыне промышленно значимы месторождения фосфоритов, принадлежащие Восточно-Средиземноморскому фосфоритоносному бассейну. Также в стране имеются месторождения серы, гипса, талька, асбеста, поваренной соли, глин, известняков, хромитов, железных, свинцово-цинковых, медных, никелевых руд и других полезных ископаемых.

### Климат
Климат в Ираке континентальный, с сухим и исключительно жарким летом и относительно дождливой прохладной зимой, на севере субтропический, на юге тропический. Среднеянварские температуры увеличиваются с севера на юг от 7 до 12 °С (в горах лежит снег), средние июльские повсеместно 34 °С (в отдельные дни могут достигать 50 °С). Годовое количество осадков 50-150 мм на равнинах и до 1500 мм в горах. Летом на юге часты пыльные бури.

### Животный мир
Животный мир Ирака, в результате деградации мест обитания и военных действий, сильно обеднён, а охраняемые территории (имеющие невысокий статус охраны) занимают всего 0,001 % площади страны. Из крупных млекопитающих сохранились волк, гиена, персидская антилопа, газель, каракал, шакал. Много грызунов, пресмыкающихся и опасных членистоногих (скорпион, фаланга, саранча). В дельтах рек Тигр и Евфрат, а также в болотах по их течению и в озере Тартар обитают болотные крокодилы. В стране гнездится 170 видов птиц (в том числе почти исчезнувшие эндемики Ирака — иракская камышовка и иракская дроздовая тимелия) и зимует 230 видов птиц (редкие кудрявый пеликан, розовый фламинго и другие). Международный союз охраны птиц предлагает включить в состав охраняемых территорий Ирака 3,5 млн га орнитологических территорий международного значения.

## Население
| 1878       | 2.0    |
| 1947       | ▲ 4.8  |
| 1957       | ▲ 6.3  |
| 1977       | ▲ 12.0 |
| 1987       | ▲ 16.3 |
| 1997       | ▲ 22.0 |
| 2009       | ▲ 31.6 |
| 2015       | ▲ 37.0 |
| Источники: |        |

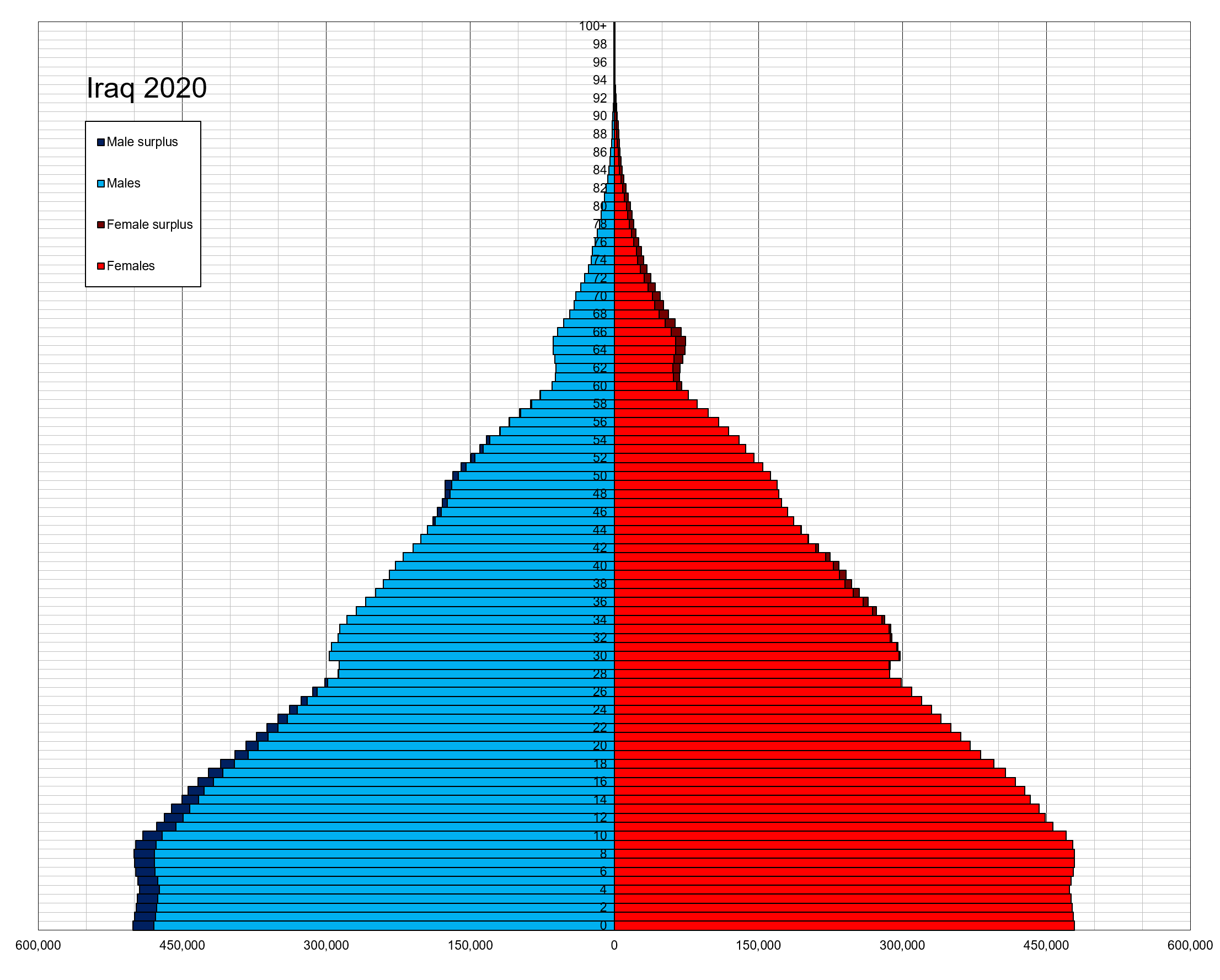
Возрастно-половая пирамида населения Ирака на 2020 год

Этно-религиозные группы Ирака
Арабы-шииты
Арабы-сунниты
Курды-мусульмане
Ассирийцы
Курды-езиды
Иракские туркмены

По оценкам на 2009 год в Ираке примерно 31 млн жителей.
Согласно некоторым источникам, шииты в Ираке представляют 65 % населения, сунниты — 35 % (очевидно, имеется в виду только мусульманское население). По другим источникам (перепись 1997 г., результаты которой были переданы в ООН), в стране, напротив, суннитов 66 %, а шиитов 34 %.
Перепись 1997 года не проводилась в четырёх провинциях, контролируемых Региональным Правительством Курдистана, из-за чего её результаты ставятся под сомнением рядом экспертов.
Шииты живут на юге, курды — на севере, христиане — дисперсно.
При Саддаме Хусейне шииты были в меньшей степени представлены в органах власти, и США перед вторжением рассчитывали на их поддержку. Однако, несмотря на призывы большей части шиитского духовенства к нейтралитету по отношению к оккупационной власти, шиитское население начало постепенно политизироваться и начало джихад против американцев и коллаборационистов. Центром кристаллизации шиитского Сопротивления стала так называемая Армия Махди, формально возглавляемая шиитским лидером Муктада ас-Садром.
В Ираке до войны жило 850 тысяч ассирийцев. После падения режима Саддама Хусейна в 2003 г. происходили похищения и убийства ассирийцев, поджоги их храмов.

### Курды
Вице-президентами Ирака во времена Саддама Хусейна были Таха Ясин Рамадан и Таха Мохи эд-Дин Мааруф, курды по происхождению.
Самым спокойным иракским регионом остаётся полунезависимый «Курдистанский Регион», в котором, наконец, пришли к соглашению ранее враждовавшие курдские партии:
Демократическая партия Курдистана (ДПК) (лидер — Масуд Барзани), контролирующая большую часть провинций Эрбиль и Дахук и Патриотический союз Курдистана (ПСК) (Джаляль Талабани), под властью которого находится южная часть Иракского Курдистана, главным городом которой является Сулеймания. Несмотря на формальное единство, обе части Иракского Курдистана являются совершенно отдельными и по-разному управляемыми территориями.
Эти организации взяли Иракский Курдистан под свой контроль ещё после поражения Саддама Хусейна во время Войны в Персидском заливе.
С разгромом иракской армии в марте-апреле 2003 года курдские отряды пешмерга, подконтрольные ПСК и ДПК, двинувшись из Свободного Курдистана, взяли под контроль Киркук, Мосул и некоторые прилегающие территории, в той или иной степени также населённые курдами, и провела там масштабные чистки, изгоняя арабских поселенцев, которым были переданы отнятые у курдов земли в ходе саддамовской политики «арабизации». Это вызвало бурные протесты с одной стороны арабов, с другой Турции, которая опасалась установления курдского контроля над нефтяным центром — Киркуком, и в результате — образования независимого Курдистана в Ираке и усиления курдского движения в самой Турции; официально, Анкара заявляла, что боится репрессий по отношению к тюркоязычному меньшинству (туркоманам). Последние компактно проживают в некоторых районах Ирака и, в частности, вокруг Киркука. При переписи населения в конце 50-х годов, турки составляли 80 % населения этого города; несмотря на давнюю вражду с курдами, при Саддаме они стали жертвой «арабизации» наравне с последними.
C 2003 года обе основные курдские партии действовали в тесной кооперации; вопросы о власти в значительной степени разрешились договорённостью между Барзани и Талабани, согласно которой первый должен быть избран президентом Ирака, второй — президентом Иракского Курдистана, а все должности и места в парламенте будут поделены по формуле 50:50. Поэтому на парламентские выборы 15 декабря 2005 года курдские партии пошли одним списком; Альянс курдских партий получил 53 места в 275-местном парламенте.
Принятие тогда же новой конституции Ирака окончательно легитимизировало широкую автономию «Курдистанского региона». При этом официально провозглашаемая цель курдских партий — не независимость, а федерация. В условиях крайне слабой центральной власти это означает, что курдские руководители продолжат править на своей территории, как им заблагорассудится, с молчаливого согласия американцев. В частности, при въезде в Ирак со стороны Турции через пограничный переход Хабур или аэропорт Эрбиля, иракская виза (стоимостью 81 доллар США) не требуется. Более того, поставив курдский пограничный штамп о въезде в Иракский Курдистан (бесплатный), иностранцы, в частности, турецкие коммерсанты, имеют законное право в течение 10 дней находиться, если они это пожелают, в любом населённом пункте Ирака за пределами Курдистана.
В апреле 2005 года Талабани был избран президентом Ирака.
16 марта 2006 года, на 18-ю годовщину газовой атаки, в курдском городе Халабджа (зона контроля Талабани) начались массовые беспорядки. Разъярённая толпа курдов сожгла мемориальный музей «газации», и уничтожила почти все его экспонаты. Полиция открыла огонь по толпе, 14-летний подросток погиб, несколько десятков человек было ранено. Разгневанные жители, уничтожившие музей, заявили, что он был единственным зданием в 80-тысячном городе, которое удосужилось там построить власти Иракского Курдистана за более, чем десять лет, в то время как проблемы подачи воды, электричества и асфальтирования дорог в городе не решались: «Мы сыты по горло этими лжецами [курдскими политиками] и мы не хотим видеть их в нашем городе».
В Иракском Курдистане существует ограниченный плюрализм, активно действует курдистанский филиал Коммунистической партии Ирака, а также небольшая компартия маоистского толка. Вместе с тем деятельность исламистских партий запрещена. Исламистский анклав в Халабдже, созданный организацией Ансар аль-Ислам, был вооружённой рукой ликвидирован ПСК в 2003 году после проведения там американских бомбардировок; однако загнанные в подполье курдские исламисты весьма активны, они действуют, в частности, и за пределами Иракского Курдистана.
12 июня 2005 года парламент Курдистана провозгласил Масуда Барзани президентом региона. В мае 2006 года парламент Курдистана утвердил единое правительство вместо двух соперничавших центров управления в Эрбиле (ДПК) и Сулеймании (ПСК). Новый кабинет возглавил племянник Масуда Барзани — Нечирван Барзани. Должность вице-премьера занял представитель ПСК Омар Фаттах. Новому правительству подчиняются 26 объединённых министерств. Министерства финансов, юстиции, внутренних дел и по делам пешмерга (то есть военное министерство) в течение ближайших 6-12 месяцев будут функционировать автономно. 25 июля 2009 года Барзани был переизбран президентом на всеобщих выборах, получив более 68 % голосов.
Весной 2009 года от ПСК откололось движение «Горран» («Перемены», возглавляемое бывшим заместителем Талабани Нуширваном Мустафой. Оно заняло резко оппозиционную позицию по отношению к обеим правящим партиям, обвиняя их в коррупции и недемократичности. На региональных парламентских выборах 25 июля 2009 года, сопровождавшихся в Сулеймание взаимным насилием между сторонниками «Горрана» и ПСК, первые получил 25 парламентских мест (в основном в Сулеймание) из общего числа 111. Кроме «Горрана», оппозицию в парламенте Курдистана представляют 10 депутатов от умеренно-исламистских партий: Исламского движения Курдистана и Исламской группы Курдистана.

#### Езиды
Езиды — этноконфессиональная группа курдов, в основном проживающая на севере Ирака, в частности в провинции Мосул.
Основная территория компактного проживания езидов — районы Айн-Сифни, Синджар и Дахук. В районе Дахук находится и главная святыня езидов — Лалеш. Оценки числа езидов в Ираке колеблются от 300 тыс. до 800 тыс.
В 2012 году между главой Езидской партии за реформы и прогресс в Ираке и президентом Ирака было заключено соглашение о создании Езидской автономии (Эздихан) на севере Ирака на общей площади 15 тысяч квадратных километров в провинциях Айн-Сифни, Синджар (Шангал) и Дохук.
Эздихан — один из самых опасных регионов в Ираке. Так, вследствие серии взрывов в районе Синджара 14 августа 2007 года погибло более 500 человек, из-за чего тысячи езидов покинули свою историческую родину.

#### Шабаки
Шабаки — этноконфессиональная группа курдов, представители которой проживают к востоку от Мосула. Оценка числа шабаков на 2017 год составляет от 200 до 500 тысяч человек.

### Сунниты
«Суннитский треугольник», центральная часть Ирака к западу от Багдада — регион, в котором партизанская война против американских войск велась с наибольшей ожесточённостью. При Саддаме в этом регионе селились отставные военные. После 2003 года эти города по несколько раз подвергались зачисткам. Помимо американцев в зачистках суннитских районов принимали участие сформированные американцами отряды шиитских боевиков и курдов, которые относились к населённым пунктам региона как к вражеским территориям.
Сначала коалиция потеряла контроль над «суннитским треугольником», территорией, расположенной между городами Эль-Фаллуджа, Баакуба и Рамади. А к лету ситуация переменилась и на севере страны — в районе Мосула постепенно усиливали свои позиции повстанцы.
Американцы объявили, что Фаллуджа является оплотом Абу Мусаба аз-Заркави — одного из лидеров суннитского сопротивления. Они полностью потеряли контроль над городом.
Статистика свидетельствует, что его гибель 7 июня 2006 года не снизила среднемесячные потери военнослужащих коалиции.
Осенью 2004 года американские войска начали масштабную операцию против сил сопротивления в «суннитском треугольнике».
В начале октября после трёхдневных боёв был взят город Самарра. После этого все силы были брошены на захват городов Фаллуджа и Рамади. Фаллуджа была блокирована, при этом одновременно по ней наносились массированные бомбовые удары. Главным требованием, которое предъявляли американцы, была выдача городскими властями якобы скрывающегося в городе Абу Мусаба аз-Заркави, голову которого Пентагон оценил в $25 млн.
Операция по штурму Фаллуджи была проведена в течение 1,5—2 недель в середине ноября. Операция была призвана остановить эскалацию насилия и обеспечить условия для проведения свободных выборов 25 января 2005 года. Для решения этой задачи иракские власти ввели в стране чрезвычайное положение сроком на 60 дней.
Штурм города стал политической и психологической акцией. Без установления эффективного контроля иракских властей над городом его пришлось бы захватывать заново уже через несколько месяцев.
В операции под кодовым названием «Phantom Fury» приняло участие 12 тыс. американских военнослужащих и 3 тыс. бойцов новой армии Ирака.
По официальным данным, за время операции около 1200 боевиков были убиты, 450—500 взяты в плен. В ходе штурма большая часть Эль-Фаллуджи была превращена в руины — разрушены дома, мечети, линии электропередачи, городской водопровод.
Захват американскими войсками Фаллуджи отнюдь не привёл к спаду партизанской войны, а чрезмерное применение силы было расценено значительной частью арабского мира как варварство.
В выборах в учредительное собрание, состоявшихся в январе 2005 года (см. подробнее) участвовали практически одни арабы-шииты и курды-сунниты. Арабы-сунниты, находящиеся в меньшинстве, просто не пошли на выборы, где им было гарантировано поражение, и практически оказались исключены из политической жизни страны. Естественно, победу одержал блок шиитских партий.
Осенью 2005 года суннитские партии призвали своих сторонников отвергнуть разработанный Учредительным собранием проект новой конституции, выносимый на референдум 15 октября. Сунниты заявляли, что новая конституция была навязана им шиитами и курдами и что этот документ подрывает государственное и территориальное единство страны. По их мнению, федерализация Ирака, закреплённая в проекте, предоставляет возможность курдам на севере и шиитам на юге фактически монопольно распоряжаться доходами от добычи нефти.
Благодаря вмешательству Лиги арабских государств, после длительных переговоров, крупнейшее суннитское объединение — Исламская партия Ирака — согласилось поддержать проект конституции. В свою очередь, шииты и курды пообещали создать парламентскую комиссию для доработки спорных пунктов документа.
На выборах в Национальную ассамблею, состоявшихся 15 декабря 2005 года, победу одержал шиитский Объединённый иракский альянс (128 депутатских мандатов в 275-местном парламенте). Шииты, однако, не смогли стать фракцией большинства, как в предыдущем временном законодательном органе власти. По мнению наблюдателей, это произошло благодаря отказу суннитских партий от бойкота выборов. В результате две крупнейшие суннитские партии получили 55 мест.

### Шииты
Партия БААС была организована в городе Эль-Насирия шиитами-баасистами в конце 40-х годов XX века. На момент начала оккупации Ирака американскими войсками иракские шииты представляли большинство в ней. В соответствии с так называемым «списком 55», опубликованным оккупационными силами США, из 55 бывших лидеров Ирака 35 были шиитами. Доля шиитов в партии БААС составляла 62 % партийного руководства.
После оккупации Ирака, часть шиитского региона страны (крайний юг) контролировали силы Великобритании. В отличие от американцев, они грубо не вмешивались в политическую жизнь региона и не проводили масштабных зачисток. В связи с этим реальная власть в регионе постепенно перешла в руки Армии Махди в коалиции с другими политическими структурами. Эта коалиция взяла под контроль транспортировку нефти через порт Басру, а багдадские власти утратили всякий контроль над ситуацией в этом регионе.
Согласно официальным заявлениям оккупационных сил, за многими терактами против них стоит Иран. Однако эта страна полностью контролирует и финансирует Верховный Совет исламской революции в Ираке (ВСИРИ), влиятельную политическую составляющую иракской власти (шиитской религиозной ориентации), и его военизированное крыло БАДР, который организовывал теракты против руководства Ирака во время ирано-иракской войны. Парадоксально, но американцы также поддерживают хорошие отношения с этими организациями.
Противовесом ВСИРИ выступает формально распущенная в 2004, но ещё более укрепившаяся «армия Махди», возглавляемая Муктадой Садром. Он позиционирует себя как «квинтэссенцию иракского национализма» и контролирует не только шиитский юг, но и пригород Багдада — Мадинат-Садр (Садр-Сити).
На выборах в Национальную ассамблею, состоявшихся 15 декабря 2005 года, шиитский Объединённый иракский альянс одержал победу (128 депутатских мандатов в 275-местном парламенте). Шииты, однако, не смогли стать фракцией большинства, как в предыдущем временном законодательном органе власти.

### Христиане
По итогам исследования международной благотворительной христианской организации «Open Doors» за 2020 год, Ирак занимает 3-е место в списке стран, где чаще всего притесняют права христиан.
После правления ИГИЛ (2013—2017) некоторым христианам трудно восстановиться[прояснить], а некоторые до сих пор подвергаются преследованиям со стороны ИГИЛ.

## Языки
Основное население — арабы — говорят на иракском диалекте арабского языка. Самое многочисленное национальное меньшинство — курды, живущие в основном в регионе Курдистан, говорят на курдских диалектах, в основном на центральнокурдском и севернокурдском. Официальные языки согласно конституции — арабский и курдский. Другие языки могут использоваться в районах компактного проживания национальных меньшинств.

## Административное деление

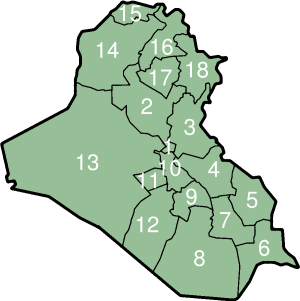
Мухафазы Ирака

Ирак разделён на 19 провинций (мухафаз).
| №  | Мухафаза     | Административный центр | Площадь, км² | Население, чел. (2011) | Плотность, чел./км² |
| -- | ------------ | ---------------------- | ------------ | ---------------------- | ------------------- |
| 1  | Багдад       | Багдад                 | 734          | 7 055 200              | 9611,99             |
| 2  | Салах-эд-Дин | Тикрит                 | 24 751       | 1 408 200              | 56,89               |
| 3  | Дияла        | Баакуба                | 19 076       | 1 443 200              | 75,66               |
| 4  | Васит        | Эль-Кут                | 17 153       | 1 210 600              | 70,58               |
| 5  | Майсан       | Эль-Амара              | 16 072       | 971 400                | 60,44               |
| 6  | Басра        | Басра                  | 19 070       | 2 532 000              | 132,77              |
| 7  | Ди-Кар       | Эн-Насирия             | 12 900       | 1 836 200              | 142,34              |
| 8  | Мутанна      | Эс-Самава              | 51 740       | 719 100                | 13,90               |
| 9  | Кадисия      | Эд-Дивания             | 8 153        | 1 134 300              | 139,13              |
| 10 | Бабиль       | Хилла                  | 6 468        | 1 820 700              | 281,49              |
| 11 | Кербела      | Кербела                | 5 034        | 1 066 600              | 211,88              |
| 12 | Наджаф       | Эн-Наджаф              | 28 824       | 1 285 500              | 44,60               |
| 13 | Анбар        | Эр-Рамади              | 138 501      | 1 561 400              | 11,27               |
| 14 | Найнава      | Мосул                  | 37 323       | 3 270 400              | 87,62               |
| 15 | Дахук        | Дахук                  | 6 553        | 1 128 700              | 172,24              |
| 16 | Эрбиль       | Эрбиль                 | 14 471       | 1 612 700              | 111,44              |
| 17 | Киркук       | Киркук                 | 10 282       | 1 395 600              | 135,73              |
| 18 | Сулеймания   | Сулеймания             | 17 023       | 1 878 800              | 110,37              |
| 19 | Халабджа     | Халабджа               | 889          |                        |                     |
|    | Всего        |                        | 434 128      | 33 330 600             | 76,78               |

#### Города и населённые пункты
В Ираке находятся семь городов с население свыше 1 миллиона человек (Багдад, Мосул, Наджаф, Киркук, Басра, Эрбиль, Сулеймания).

## Государственное устройство
По конституции 2005 года, Ирак — федеративная парламентская республика, основанная на консенсусе трёх основных этнорелигиозных общин иракского народа: арабов-шиитов, арабов-суннитов и курдов. При режиме Саддама Хусейна сунниты в значительной степени руководили страной, а после его свержения оказались в оппозиции.
В выборах в Учредительное собрание, состоявшихся в январе 2005 года (см. Парламентские выборы в Ираке (2005)), участвовали практически одни арабы-шииты и курды. Арабы-сунниты выборы бойкотировали, и в Учредительном собрании оказались представлены только шииты и курды, тогда как сунниты практически оказались исключены из политической жизни страны.
Осенью 2005 суннитские партии призвали своих сторонников отвергнуть проект новой конституции, выносимый на референдум 15 октября. Сунниты заявляли, что новая конституция была навязана им шиитами и курдами и что этот документ подрывает государственное и территориальное единство страны. По их мнению, федерализация Ирака, закреплённая в проекте, предоставляет возможность курдам на севере и шиитам на юге фактически монопольно распоряжаться доходами от добычи нефти.
Благодаря вмешательству Лиги арабских государств (ЛАГ), крупнейшее суннитское объединение — Исламская партия Ирака — согласилось поддержать проект конституции. В свою очередь, шииты и курды пообещали создать парламентскую комиссию для доработки спорных пунктов документа.
На выборах в парламент — Национальную ассамблею, состоявшихся 15 декабря 2005 год, победу одержал шиитский Объединённый иракский альянс (140 депутатских мандатов в 275-местном парламенте). Шииты смогли стать фракцией большинства, в то время как крупнейшие суннитские партии получили 18 мест, а Альянс курдских партий — 75 мандатов. Остальные места распределились между более мелкими партиями различной этнической и религиозной принадлежности.
Последние парламентские выборы состоялись 10 октября 2021 года, наибольшее количество мест получили: «Движение садристов», лидером которой является Муктада ас-Садр (73), «Партия прогресса» во главе с Мухаммедом Аль-Хальбуси (37), «Государство закона» во главе с Нури Аль-Малики (33), а также Демократическая партия Курдистана с Масудом Барзани (31) и Альянс ФАТХ (17). С ноября 2023 года по июнь 2024 года парламент функционирует без спикера, после того как Верховный суд лишил Мухаммеда аль-Хальбуси депутатского мандата.
Согласно Economist Intelligence Unit страна в 2018 была классифицирована по индексу демократии как гибридный режим.

### Парламент
Национальная ассамблея Ирака (парламент Ирака) состоит из одного 325-местного Совета представителей, избираемого по партийным спискам.
Верхняя палата (Совет Союза) пока не сформирована.

### Правительство
Правительство (кабинет министров) формируется крупнейшей парламентской фракцией и возглавляется премьер-министром.
Шииты полагали, что им удастся сформировать правительство без учёта мнения остальных групп населения, однако США потребовали сформировать правительство национального единства со следующей схемой разделения постов: премьер-министром страны (ключевая должность по конституции Ирака) является шиит, президентом — курд, а председателем парламента — суннит. Два заместителя у этих должностных лиц должны дополнять своего начальника. Это означает, например, что по одному вице-президентскому посту всегда будут закреплены за шиитами и суннитами.
Американское требование вызвало недовольство у шиитов, особенно у премьер-министра Ибрагима аль-Джаафари — но американцам удалось убедить их в необходимости такого подхода. А Ибрагиму аль-Джаафари в апреле 2006 года пришлось уступить свой пост Джаваду (Нури) аль-Малики, пользующемуся поддержкой Муктады ас-Садра и духовного лидера Ирака, великого аятоллы Али аль-Систани.
Несмотря на прошедшие 7 марта 2010 выборы в парламент, победившие партии погрязли в бесконечных склоках, новый парламент не собирался и только к 10 ноября удалось якобы добиться хрупкого соглашения о формировании правительства и разделе власти в стране.

## Конституция
Конституция Ирака — основной закон, принятый на всенародном референдуме 15 октября 2005 года. Конституция состоит из 5 разделов, некоторые из разделов делятся на главы, а главы — на тематические части. Конституция содержит постоянные и временные положения, срок действия последних указан в самом основном законе. Всего с учётом временных положений Конституция Ирака насчитывает 144 статьи.
- Конституция Ирака в Викитеке

## Внешняя политика
Внешняя политика государства

### Отношения между Ираном и Ираком
В 2003 г. Иран был категорически против американского вторжения в Ирак. Несмотря на прохладные отношения между странами после окончания ирано-иракской войны, Саддам Хусейн, однозначно, представлял для Ирана меньшую угрозу, чем американцы. Отношения между Ираном и Ираком осложнились вскоре после передачи американцами власти в Ираке временному правительству в середине 2004 года. Тегеран отказался признать новые власти, а министр обороны Ирака в газетном интервью обвинил Иран в прямом вмешательстве во внутренние дела Ирака, захвате нескольких боевых самолётов, переданных Ирану Саддамом Хусейном в 1991, перед началом войны в Персидском заливе. Тегеран отказался, заявив, что переговоры по этому поводу будет вести лишь с демократически избранными властями Ирака. Духовный лидер Ирана Али Хаменеи обвинил временное правительство Ирака в «прислужничестве» американцам.

### ООН и Ирак
16 сентября 2004 Генеральный секретарь ООН Кофи Аннан, впервые за 18 месяцев давая международно-правовую оценку военной операции США и их союзников в Ираке, заявил, что вторжение в Ирак было незаконным и противоречило уставу ООН. До начала боевых действий Кофи Аннан настаивал, что США, прежде чем напасть на Ирак, должны получить согласие Совета Безопасности ООН. С началом вторжения генсек ООН устранился от иракской проблемы и даже выполнил требования США, приказав инспекторам ООН покинуть Ирак, чтобы сохранить их жизни в ходе американских бомбардировок.
ООН вначале ограничивалась гуманитарным сотрудничеством с американскими военными, но в августе 2003 прекратила и эту деятельность после того, как в Багдаде было взорвано здание миссии ООН и погиб спецпредставитель Кофи Аннана Серджиу Вийера ди Меллу.
Лишь в 2004 США обратились к ООН с тем, чтобы сделать созданные ими новые иракские власти легитимными. Эксперты ООН заявили, что в нынешней ситуации слишком рано формировать парламент страны, поскольку настоящие демократические выборы невозможны. США к совету не прислушались и продолжили действия по собственному графику, что вызвало критику со стороны генсека ООН.
Это заявление последовало через несколько дней после того, как государственный секретарь США Колин Пауэлл признал, что США не смогут найти в Ираке какое-либо оружие массового поражения, а ведь именно его обнаружение и ликвидация были выдвинуты США как основная причина для вторжения в Ирак.
Между тем Великобритания, Австралия, Польша, Япония заявили, что не согласны с Кофи Аннаном.
Кофи Аннан объявил иракскую кампанию незаконной именно тогда, когда до предела накаляется ситуация вокруг Ирана, и его заявление можно считать попыткой не допустить развития событий по иракскому сценарию.
18 декабря 2011 года были выведены последние силы США из Ирака. Оставшиеся военные охраняют посольство США, а также остались некоторые офицеры в Иракской армии.

### Отношения с Россией
Ирак имеет дипломатические отношения с Российской Федерацией.
- 25 августа — 9 сентября 1944 г. — установлены дипломатические отношения с СССР на уровне миссий.
- 3 — 8 января 1955 г. — дипломатические отношения прерваны правительством Ирака.
- 18 июля 1958 г. — достигнута договорённость о возобновлении дипломатических отношений на уровне посольств.

## Экономика и финансы

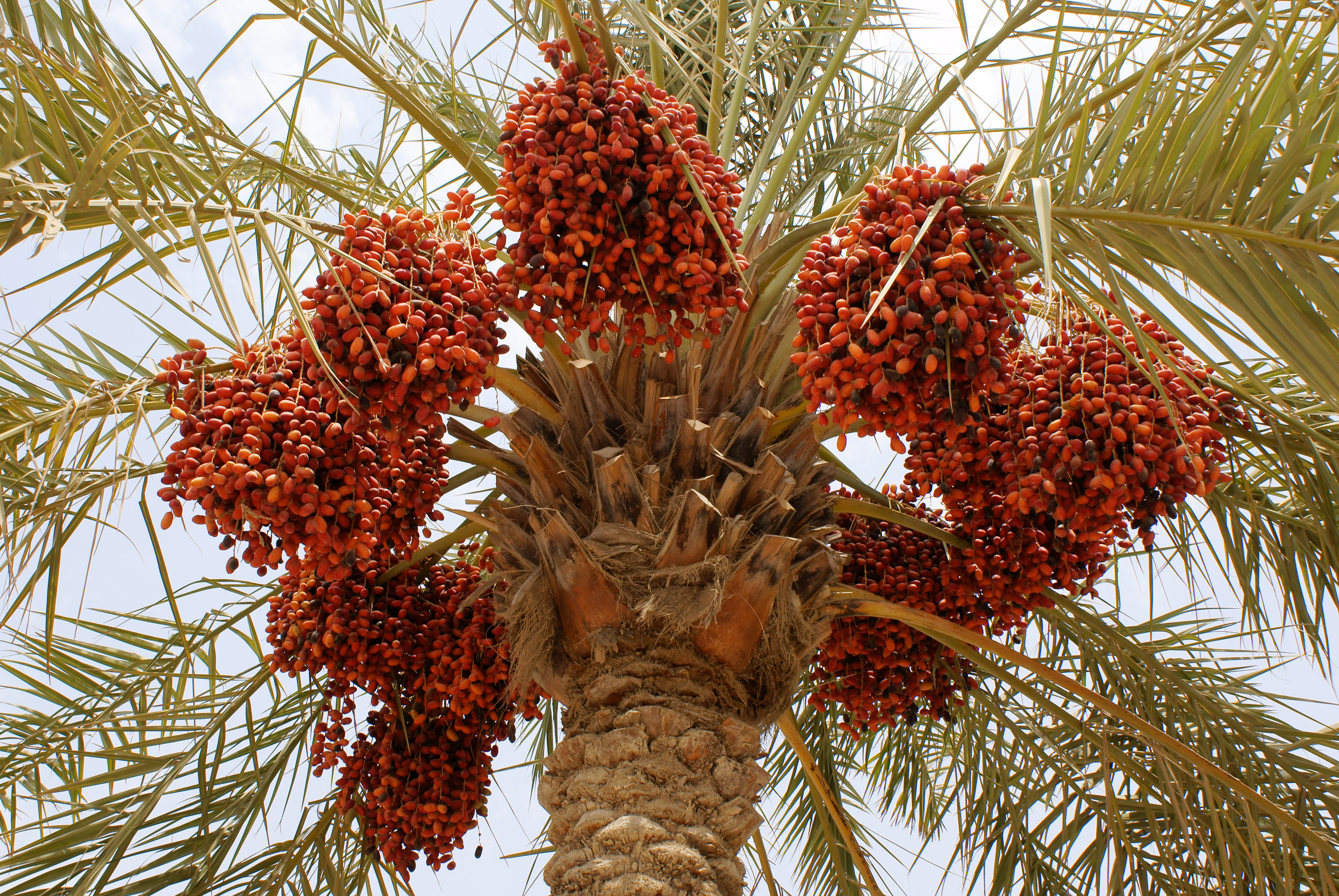
Финиковая пальма в Ираке

Объём ВВП по ППС за 2014 год составил 526,1 миллиардов долл. США — 36 место в мире (около 15 300 долл. США на душу населения — 102 место в мире). Темпы падения экономики, зафиксированные в 2014 году, — 2,1 %. Доходная часть государственного бюджета за 2014 год — 86,03 млрд долл. США, расходная — 97,57 млрд долл. США, дефицит бюджета — 5,2 % от ВВП.
В 2008 году в Багдад вернулись 40 тыс. беженцев.
В начале 2009 года директор одной из багдадских компаний по торговле недвижимостью отмечал значительный рост цен на квартиры, связанный с возвращением беженцев, что он объяснял в первую очередь завершением войны.
Рост промышленного производства составил 7,9 % в 2007 году, 10,5 % в 2008 году (11-е место в мире), 3,4 % в 2009 году. Рост ВВП составил 1,5 % в 2007 году, 9,5 % в 2008 году и 4,3 % в 2009 году.
Вместе с тем добыча нефти частично сохранилась, но её транспортировка за границу, особенно в Турцию, нестабильна из-за частично продолжающегося саботажа. Курды на севере зачастую транспортируют нефть в Турцию при помощи «автомобильных нефтепроводов» (колонн «наливняков»).
Ирак ввёл запрет на проведение операций в долларах США для банков страны. Это решение было принято после визита высокопоставленного представителя Казначейства США. Цель запрета — предотвратить мошенничество, отмывание денег и другие незаконные финансовые операции, а также пресечь контрабанду долларов в Иран.
Иракским банкам запрещено участвовать в ежедневных аукционах по продаже долларов США, проводимых Центральным банком страны. Под запрет попали несколько финансовых учреждений, включая Международный инвестиционный банк Ахсур, Инвестиционный банк Ирака и Юнион Банк Ирака. Ирак, имея более 100 миллиардов долларов резервов в США, зависит от Вашингтона в вопросах доступа к своим нефтяным доходам и другим финансовым ресурсам. Американские власти также заблокировали возможность проведения долларовых транзакций для 14 иракских банков в рамках кампании по предотвращению перекачивания долларов в страны под санкциями США.
С 1 января 2024 года Ирак планирует запретить снятие наличных долларов и операции в этой валюте. Эта мера направлена на искоренение незаконного использования валютных резервов и является частью кампании по дедолларизации экономики. Граждане Ирака, вложившие доллары в банки до конца 2023 года, смогут снимать средства в долларах в 2024 году, но новые долларовые депозиты можно будет вывести только в местной валюте по официальному курсу.

## Культура
Общественный быт в значительной мере определяется исламскими традициями и установлениями (шариат, согласно Конституции). В стране отмечаются все мусульманские религиозные праздники: день рождения пророка Мухаммеда, справляемый после мусульманского поста рамадана, праздник разговения (ид-аль-фитр), праздник жертвоприношения (ид-аль-адха).
Сохраняются и восходящие к доисламским временам календарные обряды, связанные с началом полевых работ, уборкой урожая, остригом овец и т. д.

### Традиционная одежда
Традиционная одежда арабов Ирака, варьирующаяся в деталях в различных районах страны, в целом близка к североарабскому бедуинскому костюму. Мужчины носят сужающиеся книзу, обычно белые штаны и длинную широкую рубаху (дишдаша), стянутую поясом (натак). В холодное время поверх надевается распашной плащ (аба). Головным убором служит платок (яшмаг), придерживаемый закрученным вокруг головы шерстяным жгутом (агалем). Наиболее распространённая обувь — деревянные или кожаные сандалии, а в среде более состоятельных людей — мягкие туфли. Одежда рисоводов и рыбаков Южного Ирака часто ограничивается набедренной повязкой.
Женская одежда состоит из штанов, длинного платья (атаг) — яркой расцветки у молодых и тёмной у пожилых женщин — и шёлкового или шерстяного плаща-абы. Голову покрывают тёмным платком, перетянутым на лбу полосой ткани (чардаг). От подбородка на грудь спускается другой платок (фута); женщины, совершившие паломничество к святым местам, носят белую футу. Очень разнообразны носимые женщинами украшения и амулеты — кольца, браслеты, ожерелья, подвески, серьги, носовые кольца и броши, изготовленные из самых различных материалов.

### Национальная кухня
В пище преобладают финики, ячменные и пшеничные лепёшки, рис, кислое молоко, овощи. Финики едят с лепёшками и чаем, приготавливают из них пасту, сахар, халву, сладкие напитки, водку. Из риса варят крутую кашу (бургулъ), которую обычно едят с кислым молоком (ля-(бан). Местами в ходу рыбные блюда, но рыба, в частности в Багдаде, стоит значительно дороже мяса. Из традиционных мясных блюд, которые особенно в ходу по праздничным дням, популярны плов, жаркое (кябаб), жареные шарики из рубленого мяса (куб-ба), фаршированные мясом баклажаны и помидоры (долма) и др.
К числу любимых напитков принадлежат чай, кофе, фруктовые шербеты, лимонад — хамуд, разбавленное водой кислое молоко с солью. С октября 2016 года запрещено на всей территории страны производить, ввозить и продавать алкогольную продукцию.

### Народная музыка
Иракская народная музыка, известная как музыка Месопотамии, относится к музыке арабского мира, но в то же время содержит элементы турецкой, персидской и индийской музыкальных культур.

## СМИ
Государственная телерадиокомпания IMN (Iraqi Media Network — Иракская медиасеть) (до 2003 года IBTE (Iraqi Broadcasting and Television Establishment — «Учреждение иракского радио и телевидения»)), включает в себя телеканал Al Iraqiya (до 2003 года — Iraqi TV) и радиостанцию Радио Республики Ирак.

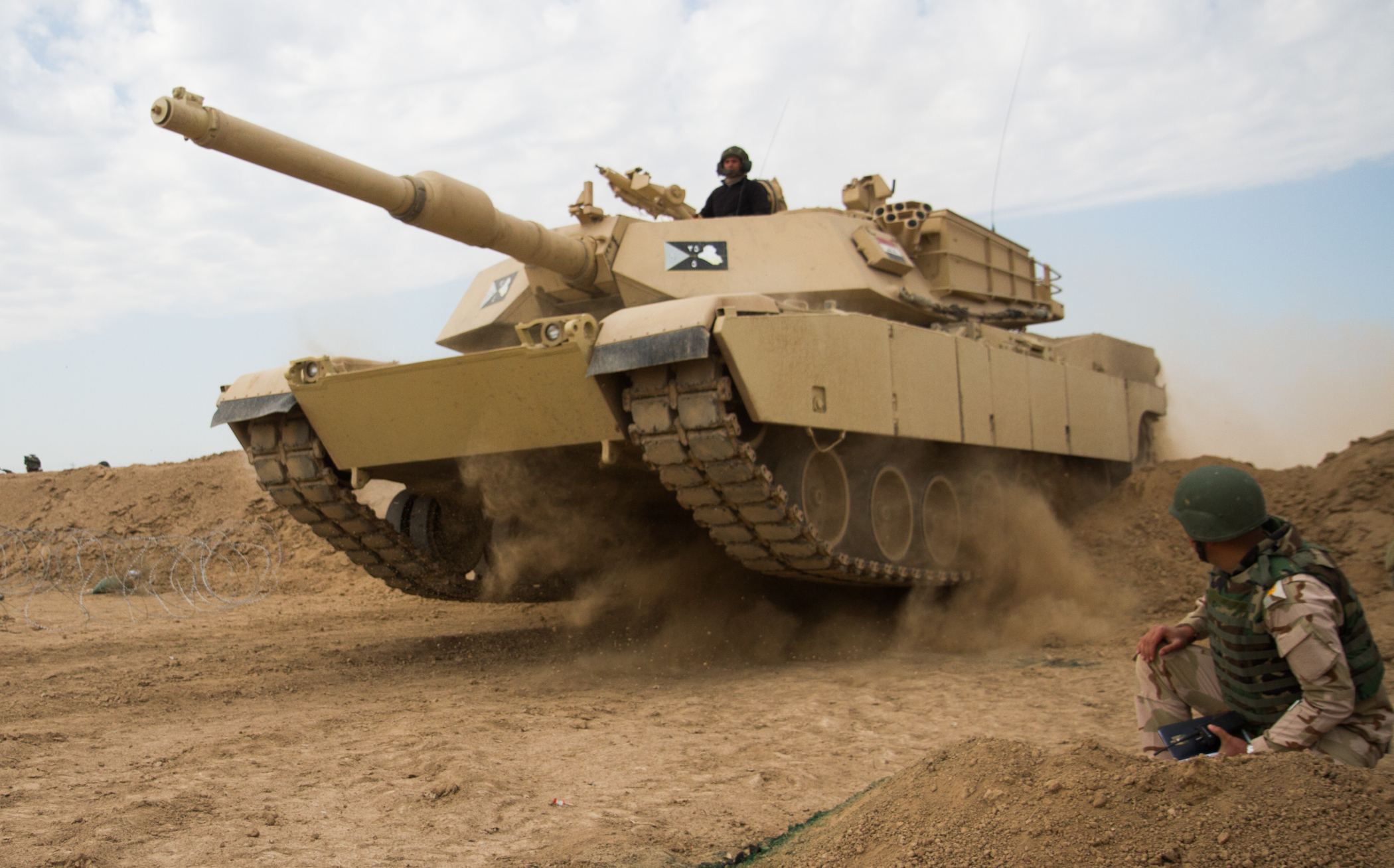
Танк иракской армии преодолевает препятствие, в то время как солдат иракской армии из 72-й бригады 15-й дивизии иракской армии наблюдает за лагерем Таджи, 2015 год

## Вооружённые силы
Сухопутные войска: 133 тыс. чел.;
Военно-воздушные силы: 1 тыс. человек, 34 самолёта и 26 вертолётов;
Военно-морские силы: 1 тыс. чел.;
силы специальных операций.
Расходы — 8,6 % ВВП (2006).

### Создание иракских сил безопасности
Совет Безопасности ООН в 2004 году принял резолюцию, которая предусматривает создание сил безопасности Ирака.
Американцы, особенно начиная с 2007 года, стремились взять на службу иракских генералов и старших офицеров, служивших в армии и спецслужбах во времена Саддама Хусейна. Многие из них обладали большим опытом ведения войны в местных условиях, прошли ирано-иракскую войну и операцию «Буря в пустыне». Кроме того, часть этих высокопоставленных в прошлом военных имели связи в кругах иракского Сопротивления и пользовались уважением повстанцев.
Иракская Национальная гвардия, созданная в 2004 году для обеспечения внутренней безопасности, была расформирована в 2005 году, так как её мораль была низка, и она была наводнена агентурой иракского Сопротивления. Та же судьба ранее постигла и «Иракский гражданский корпус защиты» (ICDC), предшественник Национальной гвардии.
Ряд городов, в частности Эль-Фаллуджа, с согласия американцев, начиная с 2007 года управлялся так называемой «суннитской милицией», а, фактически, легализованными повстанцами, которые обязались взамен не допускать нападений на американцев на подконтрольной им территории.
Начиная с конца 2007 года неуклонно снижались как потери международных сил, так иракских сил безопасности.
Согласно проведённому в феврале-марте 2007 года опросу, 51 % населения Ирака поддерживало атаки повстанцев на войска США.